# Tychtobius brevicostatus
Tychtobius brevicostatus là một loài côn trùng trong họ Permithonidae thuộc bộ Neuroptera. Loài này được Martynova miêu tả năm 1958.